# Karel z Janovic
Jan Karel Janovský z Janovic (franc. Jean Charles Dianowitz či Jean Charles d'Yanowitz, něm. Johann Karl Janowsky von Janowitz,  † 1575/1577? Bouteville), byl šlechtic českého původu z rodu Janovských z Janovic ve francouzských službách, vrah admirála Colignyho za Bartolomějské noci.
Někdy bývá uváděn jen jako Jan Janovský z Janovic, Jan z Janowicz nebo Karel Janovský z Janovic. Známý byl však spíše pod jménem Besme nebo Bême, 

## Život
Jan Karel Janovský z Janovic byl synem Viléma Janovského z Janovic (Wilhelm von Janowitz, zvaný Böhem nebo Böhmer), fortifikačního rádce a burgfojta na Hohenasbergu u baden-durlašského markraběte Karla II. (vládl 1553-1577), který předtím žil na Hohentübingen u württemberského vévody Christopha (vládl 1550-1568) a vedl vojenské tažení na Hohenrechberg.

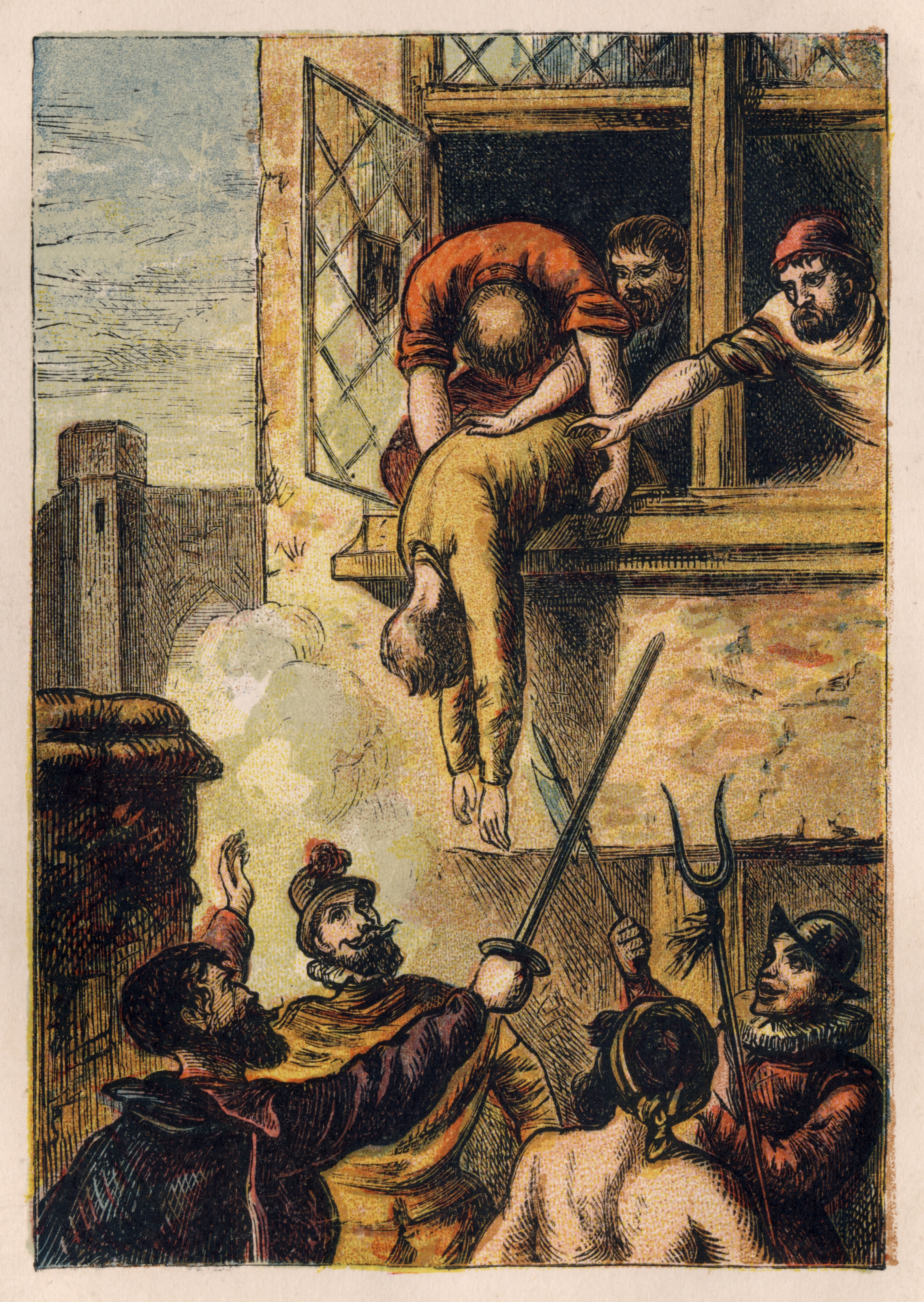
Vražda admirála Colignyho

Ve Francii byl ve službách rodiny lotrinských vévodů de Guise (Lorraine-Guise), kteří byli proslulí fanatickým bojem za katolickou víru a tvrdým potlačováním hugenotů. Jan Karel zde byl nazýván podle svého původu Besme nebo Bême (Čech). V roce 1571 se oženil s Isabeau d’Arne, nemanželskou dcerou kardinála lotrinského (Karla de Guise nebo Ludvíka I. de Guise).
Dostal se do Paříže spolu s Jindřichem de Guise. Poté, co byl hlavní představitel hugenotů admirál Coligny postřelen od najatého vraha Maureverta a mezi hugenoty vznikl neklid, bylo na královském dvoře přijato rozhodnutí zlikvidovat přední hugenotské vůdce, což zahájilo tzv. Bartolomějskou noc (24. srpna 1572). Mezi prvními oběťmi byl Coligny, za nímž vyslal své lidi Guise. Právě Janovský admirála probodl a vyhodil ho z okna z třetího patra domu v ulici Béthisy, kde admirál bydlel. (Na dvoře Jindřich de Guise Colignyho kopl do obličeje a sluha vévody z Nevers mu uťal hlavu). 
Následujícího roku se Janovský účastnil obléhání La Rochelle, byl při tom i zraněn. Pak ho Guisové poslali do Španělska s listem ke králi Filipovi II. Když se vracel, zajali ho protestanti ze Saintonge u města Jarnac. Z vězení se mu podařilo uniknout, ale dostihl ho kapitán Brétauville, guvernér hradu Bouteville, kde byl uvězněn, a probodl ho mečem. Mrtvé tělo Jana Karla Janovského z Janovic identifikoval Philippe de Volvire, markýz de Ruffec, který velel katolickému městu Angoulême, a nechal zde Janovského pohřbít.
Janovského zmiňuje Voltaire ve svém eposu Henriada a Alexandre Dumas v románu Královna Margot.